# Fidesz–KDNP
Das Parteienbündnis Fidesz–KDNP (ungarisch: Fidesz–KDNP pártszövetség), früher auch bekannt als Allianz der Ungarischen Solidarität (ungarisch: Magyar Szolidaritás Szövetsége), ist ein rechtsnationalkonservatives politisches Bündnis zweier politischer Parteien in Ungarn, der Fidesz – Ungarischer Bürgerbund (Fidesz) und der Kereszténydemokrata Néppárt (KDNP). Die beiden Parteien haben seit der Parlamentswahl 2006 an allen Parlamentswahlen gemeinsam teilgenommen. Das Parteienbündnis Fidesz–KDNP regiert Ungarn seit 2010 ununterbrochen und erreichte bei den Wahlen 2010, 2014, 2018 und 2022 jeweils eine Zweidrittelmehrheit im ungarischen Parlament.

## Geschichte
Die beiden Parteien gründeten am 10. Dezember 2005 ihr Bündnis. Nach der Wahl 2006 bildeten die Fidesz und die KDNP getrennte Fraktionen im Parlament, gründeten aber im ungarischen Parlament ein Fraktionsbündnis.
Am 3. März 2021 trat die Fidesz aus der Fraktion der Europäischen Volkspartei aus, während die KDNP weiterhin Mitglied ist.

## Wahlergebnisse
- 2006: 41,99 %
- 2010: 53,43 %
- 2014: 44,11 %
- 2018: 47,89 %
- 2022: 52,52 %